# Ensemble Phoenix Basel
Das Ensemble Phoenix Basel ist eine Gruppe von bis zu 25 Musikern, die sich der zeitgenössischen Musik widmen. Initiiert und gegründet hat der Schweizer Dirigent und Pianist Jürg Henneberger das Ensemble Phoenix Basel mit dem Flötisten Christoph Bösch und dem Schlagzeuger Daniel Buess 1998.
Das Ensemble spielt bei der «Internationale Gesellschaft für Neue Musik» (IGNM) Basel und ist seit 2002 «ensemble-in-residence» mit eigenem Proberaum und einer eigenen Konzertreihe im «Gare du Nord – Bahnhof für Neue Musik» im Gebäude des Basler Badischen Bahnhofs. Die Konzerte werden ermöglicht durch die finanzielle Unterstützung der Kantone Basel-Stadt und Basel-Landschaft. Diese Konzertreihe wird auch im Zentrum Paul Klee in und in der Dampfzentrale in Bern gespielt.
Neben der Mitwirkung an Festivals für zeitgenössische Musik im In- und Ausland (u. a. Lucerne Festival, Eclat Festival Stuttgart, Warschauer Herbst, Festival de Mexico) werden eigene Konzerte veranstaltet.

## Weblink
- Website des Ensemble Phoenix Basel